# Prismatolaimus stenolaimoides
Prismatolaimus stenolaimoides is een rondwormensoort uit de familie van de Prismatolaimidae. De wetenschappelijke naam van de soort is voor het eerst geldig gepubliceerd in 1971 door Loof.